# Entre extraños
Entre extraños es una novela de fantasía de 2011 escrita por la escritora británico-canadiense Jo Walton, publicada originalmente por Tor Books. Es publicado en el Reino Unido por Corsair (Constable & Robinson). En 2012, ganó el premio Nébula a la mejor novela, el premio Hugo a la mejor novela y el Premio Británico de Fantasía, y fue nominada para el premio Mundial de Fantasía a la mejor novela.

## Antecedentes
Entre extraños es la novena novela publicada por la autora Jo Walton. Fue escrita en 36 días en 2008, distribuida entre el 29 de febrero y el 29 de mayo. Walton describe la novela como semiautobiográfica, sobre la "experiencia de la mayoría de edad de tener libros en lugar de personas para los amigos y el consuelo", que desde la publicación de la novela ha descubierto que es más común entre los lectores de lo que ella esperaba. La autora también compartió con su protagonista la experiencia de ser una estudiante galesa en un internado inglés y caminar con un bastón. Como la protagonista tenía 15 años en 1979, también habría nacido y crecido en la misma zona de Gales más o menos al mismo tiempo. Walton también atribuye a sus propias experiencias de crecer con una madre esquizofrénica paranoica el haberle dado un "conocimiento útil del mal" que sirvió de base para el retrato de la madre de su protagonista en esta novela. La autora indica que la inspiración fue la respuesta que recibió a un artículo que publicó en su diario en línea ese año sobre la zona de Gales en la que creció y cómo "pensaba que vivía en un paisaje de fantasía, cuando en realidad vivía en uno de ciencia ficción". Sin embargo, señala que no se trata de una autobiografía, sino de "una mitologización de una parte de mi vida". Es una novela de fantasía, pero está basada en material autobiográfico".
Walton escribió la novela bajo el título provisional de The Industrial Ruins of Elfland (Las ruinas industriales de Elfland), pero la modificó para darle el título actual después de que un amigo se la mencionara como un buen título para una novela debido a su frecuente uso en bibliografías biográficas (un autor ha escrito ciertas obras "entre otras"). Esto le pareció una descripción acertada de la novela en la que estaba trabajando en ese momento. La novela fue lanzada primero en Estados Unidos, bajo el sello Tor, en enero de 2011 antes de ser publicada en el Reino Unido en octubre de 2012 por Corsair.

## Argumento
La novela se presenta como el diario de Morwenna, una galesa de 15 años, fan de la ciencia ficción y la fantasía, en 1979 y 1980. Ella y su hermana gemela Morgana han impedido mágicamente que su madre tomara el control de seres mágicos que ellas consideran hadas, pero su madre causó un accidente en el que su hermana murió y la pierna de Mori quedó discapacitada. Ella sabe que ella y Morgana literalmente salvaron el mundo, pero a nadie le importa.
Como su madre está loca y su abuelo (con quien vivió anteriormente) en un centro de cuidados, ha huido de su casa y ha sido enviada al oeste de Inglaterra para vivir con su padre y sus tres hermanastras, ninguna de las cuales ha visto nunca. Despojada de su hermana, de su alegría de correr y de su amada campiña galesa, Mori debe reconciliarse con su nueva vida como persona con discapacidad y sin amigos. Ella siente que puede hacer esto siempre y cuando tenga libros para leer, y su única conexión con su padre es el amor por los libros que comparten.
Su familia paterna la envía a un internado de niñas cercano, que ella considera poco mágico y muy poco tolerante. Tiene pocas amigas y mucho tiempo libre porque puede hacer rápidamente sus tareas escolares y porque su lesión le impide participar en deportes. Pasa la mayor parte de su tiempo leyendo libros proporcionados por su padre (también fanático de ciencia ficción), la biblioteca de la escuela, la biblioteca pública local y el préstamo interbibliotecario. A lo largo de su diario, registra las reacciones de ella y de otros personajes a estos libros con tanto interés como cualquier otro acontecimiento de su vida. En un momento dado, lanza un hechizo para localizar amigos que puedan unirse a ella con un propósito común y luego es invitada a unirse a un club de lectura de ciencia ficción y fantasía en la biblioteca. Ella hace algunas amistades allí y, finalmente, empieza a salir con un chico que no sólo comparte su interés por los libros sino también en la magia, aunque él apenas puede ver a las hadas y no puede realizar hechizos.
La magia sigue siendo una característica persistente en la vida de Mori. Poco después de su llegada a la escuela, su madre comienza a enviarle cartas y fotografías familiares en las que quema la imagen de Mori y lanza ataques mágicos para controlarla. Ella intenta trabajar con las hadas cerca de su escuela, pero descubre que debe regresar a su hogar en Gales para conectarse realmente y hacer su propia magia protectora. Se le ofrece la oportunidad de unirse a su hermana muerta para convertirse ella misma en un hada, pero para ello también debe morir. Pero ella elige abrazar su nueva vida y lo que sea que el futuro le depare. Enfrenta a su madre en un conflicto mágico final y, victoriosa, regresa a su nueva familia y a su novio. 

## Género y temáticas
Entre extraños combina las características de una novela de fantasía y una historia de madurez. Es una novela epistolar, presentada como una serie de entradas de un diario de una adolescente que detalla las preocupaciones de su vida en orden cronológico, desde preocupaciones tan mundanas como su grado en matemáticas y la experiencia de comprar un primer sujetador hasta la realización de magia ritual para permitir que los muertos pasen a la otra vida. El libro adopta un cuidadoso equilibrio entre confirmar y negar que las percepciones de Mori sobre la magia y las hadas son reales, aunque una confirmación un poco más fuerte llega cuando su novio también puede ver a las hadas. Walton ha afirmado que su intención era que la magia de la novela fuera real, y el tema de la narración poco fiable no era intencional, aunque ha sido ampliamente recogido por los lectores.
Además de los temas no buscados sobre la fiabilidad de la narración y de si la magia que Mori percibe es la realización de un deseo, la novela analiza explícitamente la cuestión de la responsabilidad moral en la práctica de la magia. A medida que la novela progresa, Mori llega a sentir que el impacto ondulante de la magia en los demás y su capacidad para privarlos de su libre albedrío es inaceptable, y se compromete a usar la magia sólo como protección. El libro también explora la capacidad de los libros para proporcionar esperanza en tiempos de dolor y oscuridad.
Como el título sugiere, la novela también se centra en hacer las cosas a su manera en un mundo en el que uno se siente fuera. La otredad es el núcleo de la historia. En su internado inglés, Mori se diferencia de sus compañeras en una serie de ejes: es galesa, discapacitada, la única alumna de su escuela a la que se describe como una lectora por placer (a menudo sola con la bibliotecaria) y, aparte de su hermana y su madre, es la única persona a la que se describe como capaz de ver y comunicarse con las hadas, al menos hasta que introduce a su novio Wim en ese mundo.

## Recepción
Entre extraños fue muy bien recibida por la crítica. El libro ganó en 2012 ganó el Premio Nébula a la mejor novela, el Premio Hugo a la mejor novela y el Premio Británico de Fantasía, y fue nominada para el Premio Mundial de Fantasía a la mejor novela. Ese mismo año, The Guardian la describió "una de las pocas novelas que ha conseguido los principales premios literarios de ciencia ficción". También ganó el premio Best Adult Books 4 Teens de la revista School Library Journal en 2011.
Ursula K. Le Guin, en su reseña para The Guardian, calificó al libro como "una historia divertida, reflexiva, aguda y absorbente hasta el final". Del mismo modo, Elizabeth Bear, en su reseña para tor.com, afirmó que "La voz es sublime; los personajes matizados.... En cualquier caso, creo que este es el mejor libro de Walton hasta la fecha".
Por el contrario, en su reseña para The Washington Post, Elizabeth Hand escribió que "Más que nada, Entre extraños es una carta de amor a la literatura de lo fantástico y a los seguidores de la ciencia ficción. Esto es tan problemático como encantador porque en la novela no pasa mucho".